# Сант-Эуфемия-д’Аспромонте
Сант-Эуфемия-д’Аспромонте (итал. Sant'Eufemia d'Aspromonte) — коммуна в Италии, располагается в регионе Калабрия, в провинции Реджо-Калабрия.
Население составляет 4136 человек (2008 г.), плотность населения составляет 129 чел./км². Занимает площадь 32 км². Почтовый индекс — 89027. Телефонный код — 0966.
Покровительницей коммуны почитается святая Евфимия Всехвальная, празднование 16 сентября.

## Демография
Динамика населения:

## Администрация коммуны
- Официальный сайт: https://web.archive.org/web/20110518171611/http://www.seufemia.org/